# Leenaun
Pour les articles homonymes, voir Leenane.
Leenaun ou Leenane (en irlandais : An Líonán) est un village du Comté de Galway en Irlande. Il se situe près de Killary Harbour (le seul fjord d'Irlande) sur la côte Nord du Connemara et sur la Route Occidentale longue distance[Quoi ?].

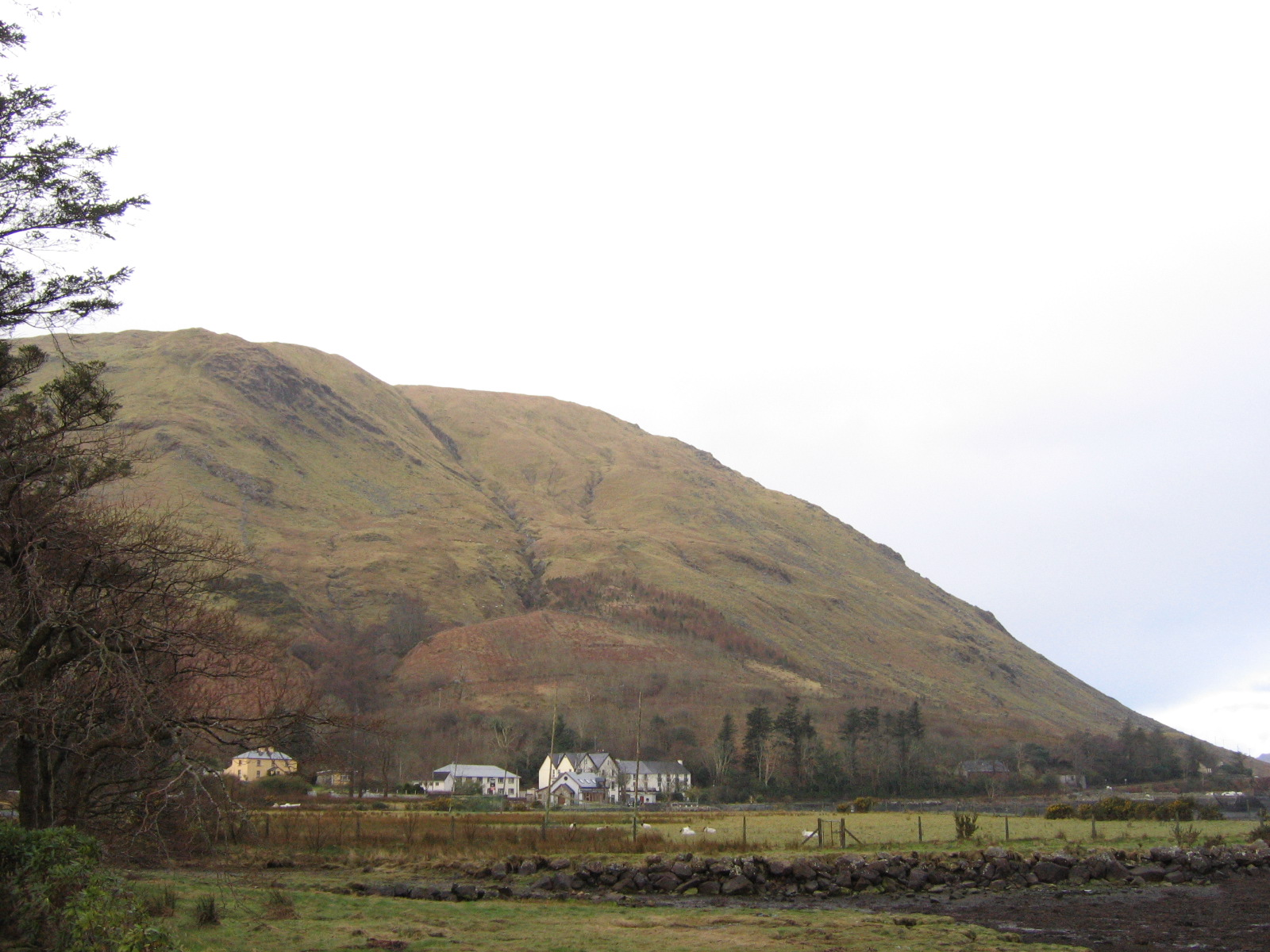

Le village a été le lieu de tournage du film The Field de Jim Sheridan en 1990 et l'endroit où se déroule la pièce de théâtre The Beauty Queen of Leenane de Martin McDonagh.
Le 18 juillet 2007, sous l'effet de pluies torrentielles, le seul pont de la ville s'effondra, coupant la ville en deux. Le pont était sur le tracé de la route N59 et ne fut reconstruit que 182 jours plus tard. Les habitants ont ainsi vu l'impact potentiel qu'a eu l'effondrement sur le commerce et le tourisme local. La catastrophe impliqua un détour de 100 km pour retrouver la rive opposée[réf. souhaitée]. 